# Matelea carnevaliana
Matelea carnevaliana är en oleanderväxtart som beskrevs av G. Morillo. Matelea carnevaliana ingår i släktet Matelea och familjen oleanderväxter. Inga underarter finns listade i Catalogue of Life.